# ماهی‌خورک مالاگاسی
ماهی‌خورک مالاگاسی (نام علمی: Alcedo vintsioides) نام یک گونه از تیره ماهی‌خورک‌های رودخانه‌ای است.